# Palmas Bellas (Panama)
Palmas Bellas est une ville panaméenne de la province de Colón.

## Géographie
Palmas Bellas se situe au bord de la Mer des Caraïbes et c'est le dernier village avant le parc national de San Lorenzo.